# South London
South London ou Londres-Sud en français, est une subdivision de la région anglaise du Grand Londres, en Angleterre. La zone qu'elle couvre est définie différemment pour des raisons variées. On considère généralement que South London couvre les districts qui se situent au sud de la Tamise. Elle comprend les districts de Croydon et de Merton.
C'est également là que se trouve le réseau de tramway moderne dit Tramlink reliant Wimbledon à Croydon selon le Plan londonien. 